# Alois Kallina
Alois svobodný pán Kallina z Urbanowa (Alois Freiherr Kallina von Urbanow) (11. ledna 1843, Jindřichův Hradec – 2. ledna 1920, Sankt Gilgen) byl česko-rakouský právník a soudce původem z jižních Čech. Po studiích práv působil jako soudce v Čechách a ve Vídni, kde svou kariéru završil jako prezident vrchního zemského soudu (1898–1909). Od roku 1874 užíval šlechtický titul svobodného pána.

## Životopis
Narodil se v Jindřichově Hradci jako prostřední ze tří synů ministerského rady Aloise Theodora Kalliny (1810–1885) povýšeného v roce 1874 do stavu svobodných pánů. Vystudoval práva v Praze a kariéru v justici začal jako okresní soudce na Malé Straně v Praze (1864). V letech 1865–1873 působil u okresního soudu a okresního úřadu v rodném Jindřichově Hradci, kde byl od roku 1868 soudním adjunktem. Poté krátce působil u vrchního zemského soudu v Praze a nejvyššího soudního a kasačního dvora ve Vídni. Od roku 1877 byl radou zemského soudu v Praze a od roku 1884 radou vrchního zemského soudu. V letech 1894–1898 byl prezidentem zemského soudu v Praze a nakonec prezidentem vrchního zemského soudu ve Vídni (1898–1909). V roce 1909 odešel do penze.
Za zásluhy získal Leopoldův řád (1898) a velkokříž Řádu Františka Josefa (1908). V roce 1901 byl jmenován c.k. tajným radou.
Z manželství s Bertou Paukovou (1847–1894) měl dva syny, starší Emilián byl právníkem a úředníkem rakouského ministerstva kultu a vyučování, mladší Alois zemřel krátce po narození (1873).
Alois měl dva bratry, starší Karel Emilián (1839–1866) padl jako c.k. nadporučík v prusko-rakouské válce, mladší Viktor (1845–1875) byl advokátem. Jejich strýc František Kallina (1821–1880) byl zemským prezidentem v Kraňsku (1878–1880) a místodržitelem na Moravě (1880).
Aloisův švagr Johann von Edelmann (1826–1915) byl prezidentem vrchního zemského soudu v Brně (1880–1895) a členem rakouské panské sněmovny.